# Pollestres
Pollestres (in catalano Pollestres) è un comune francese di 4 331 abitanti situato nel dipartimento dei Pirenei Orientali nella regione dell'Occitania.

## Geografia fisica

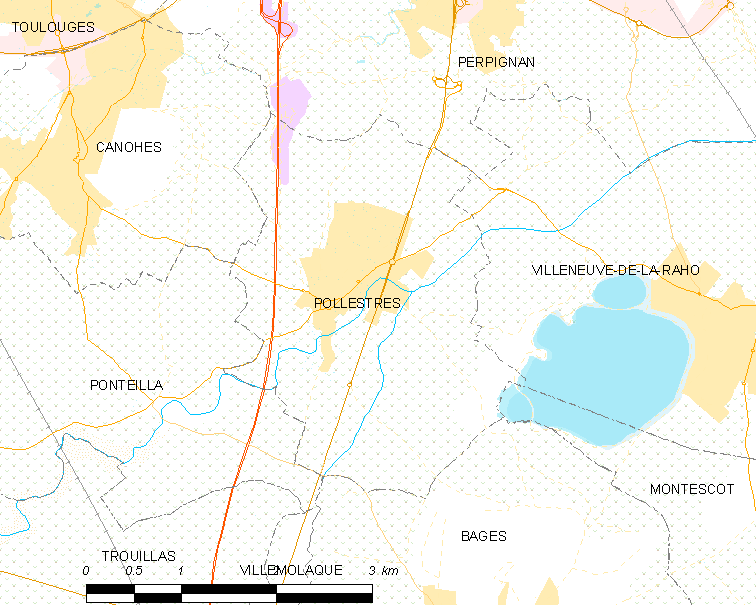
Situazione di Pollestres

## Società

### Evoluzione demografica
Abitanti censiti